# NASA-ISRO Synthetic Aperture Radar

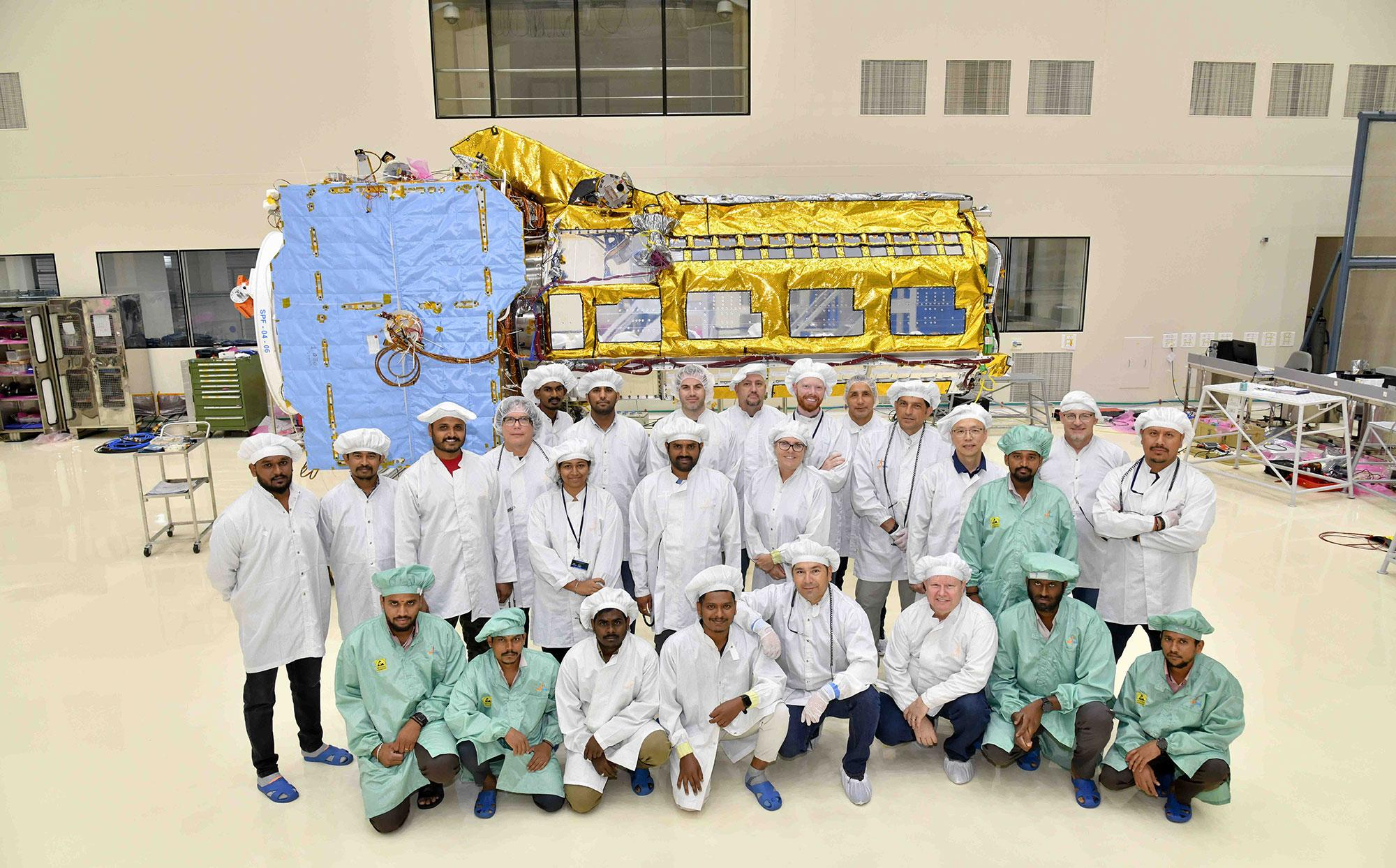
Ingénieurs et techniciens de l'Agence spatiale indienne et du JPL posent devant le satellite NISAR dans une salle blanche à Bengalore (2023).

NISAR (acronyme de NASA-ISRO Synthetic Aperture Radar) est un satellite d'observation de la Terre développé de manière conjointe par les agences spatiales américaine (NASA) et indienne (ISRO) dont le lancement est planifié vers le premier trimestre 2025. Cet engin de grande taille (près de 3 tonnes avec une antenne de 12 mètres de diamètre) est équipé d'un radar à synthèse d'ouverture. Il s'agit du premier satellite de ce type à avoir recours à un  radar  bi-fréquence. Le projet, dont la phase initiale remonte à 2013, a pour objectif principal d'étudier les changements affectant les écosystèmes, la croûte terrestre et la cryosphère. L'agence spatiale indienne fournit le lanceur, la plate-forme et l'électronique d'un des deux radars. D'un cout évalué à 1 milliard US$ pour la participation de la NASA, il s'agit à cette date du plus gros projet mené par l'agence spatiale américaine conjointement avec l'Inde.

## Historique

### Contexte et début de la conception
À la suite de l'étude décennale de 2007 de l'Académie nationale des sciences portant sur les objectifs assignés aux sciences de la Terre, la NASA lance l'étude d'un satellite d'imagerie radar dont l'objectif est de recueillir des données sur les changements affectant la Terre dans trois domaines : écosystèmes, Terre solide et  sciences de la cryosphère. Le dernier satellite de ce type lancé par la NASA est Seasat placé en orbite il y a 35 ans. L'agence spatiale veut mettre en œuvre un radar fonctionnant en bande L qui permet de satisfaire les objectifs assignés à la mission. Fin juillet 2013 la NASA propose à l'agence spatiale indienne de développer ce satellite en partenariat. L'émetteur en bande L est compact ce qui permet d'ajouter un deuxième émetteur radar en bande S permettant de répondre aux attentes des chercheurs indiens tout en améliorant les performances globales du satellite.
Selon les termes de l'accord signé entre les deux agences le 30 septembre 2014, la NASA fournit le radar à synthèse d'ouverture en bande L, le système de télécommunications, les récepteurs GPS et le réflecteur du radar. Pour sa part l'ISRO fournit la plateforme (bus) du satellite, le radar en bande S (SAR), le lanceur spatial utilisé pour placer en orbite NISAR et les services de lancement. En 2014 le projet franchit la première étape de la phase de revue de conception et est validé par la direction de la NASA. Le budget que l'agence spatiale américaine consacre à cette mission est de 900 millions de dollars.

### Développement

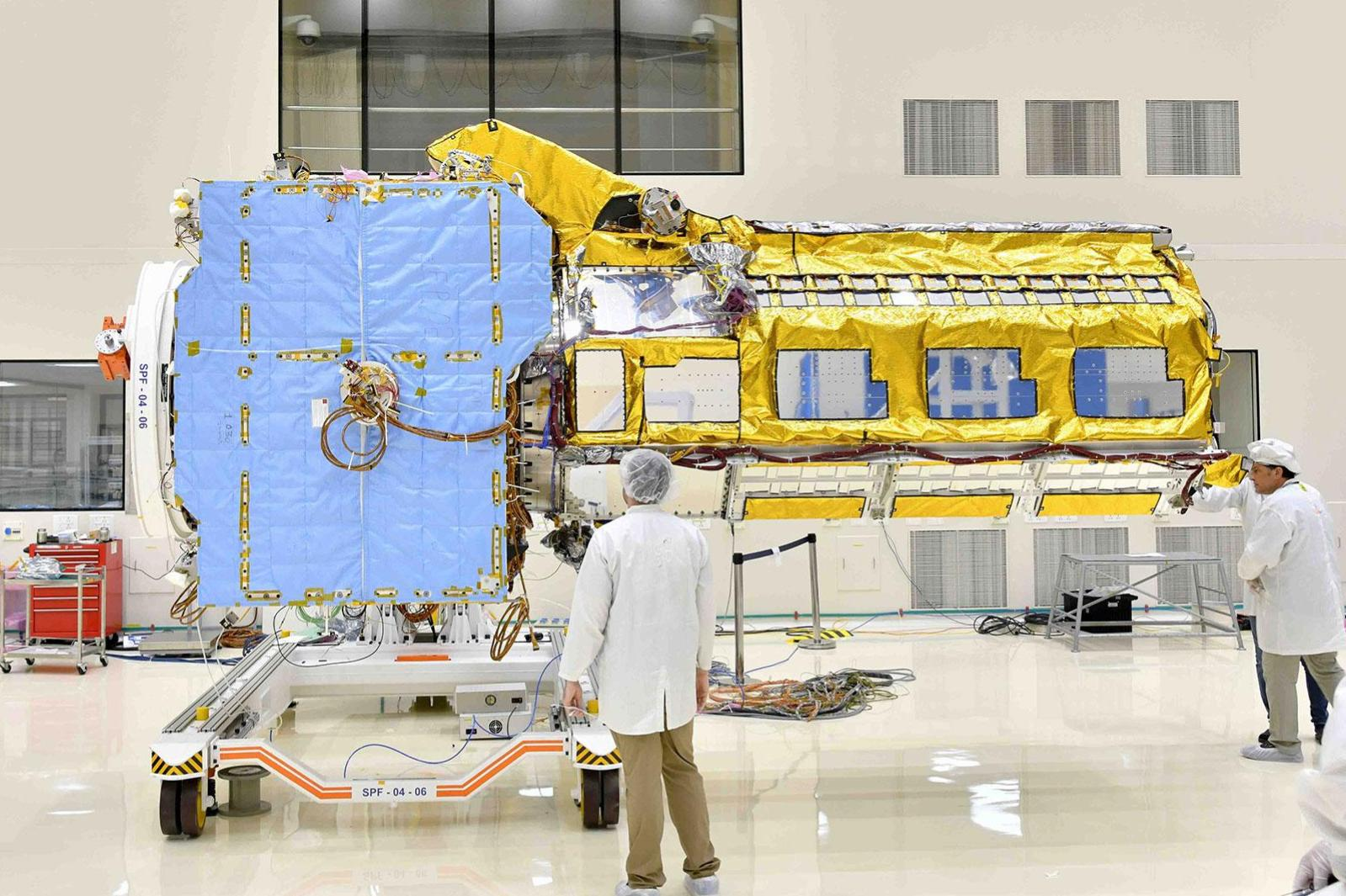
NISAR dans une salle blanche à Bangalore (2023).

En juin 2016 le satellite achève la phase préliminaire de conception  et entre en phase de développement des sous-systèmes et de prototypage des instruments. En mai 2018 l'analyse du projet par la Cour des comptes américaine (GAO) démontre que les deux agences spatiales ont mis en place une coopération efficace (principal risque identifié) et le lancement à cette date est prévu vers la fin de 2021. En  août 2022, le lancement du satellite est reprogrammé pour le début de 2023.
En juillet 2024 les prévisions du budget de la NASA alloué aux missions scientifiques pour les années suivantes sont revues à la baisse. En conséquence le projet Surface Deformation and Change (SDC) est annulé et les objectifs de cette mission sont repris par NISAR. Début 2024 a mission subit un dernier report de son lancement, qui était prévu au printemps de cette année, à la suite de la découverte d'un échauffement anormal du réflecteur radar durant des tests simulant les conditions rencontrées dans l'espace. Pour corriger cette anomalie, le réflecteur est renvoyé au JPL en Californie où des matériaux réfléchissants sont fixés sur certaines parties du réflecteur. Celui-ci est alors réexpédié en Inde pour un lancement désormais programmé vers mars 2025.

## Objectifs de la mission
Les données fournies par les radars de NISAR doivent permettre de remplir les objectifs des trois domaines suivants :
Dynamique de la surface et de l'intérieur de la Terre
- Mesure des déformations de la surface contribuant à la détermination de la probabilité de tremblements de terre, des éruptions volcaniques et des glissements de terrain
- Surveillance des nappes phréatiques, des hydrocarbures et des réservoirs séquestrant le CO2.

Étude des processus à l’œuvre dans les régions arctiques
- Interactions entre climat, masse des glaces et élévation du niveau des mers
- Mesure de l'extension de la couverture neigeuse, du pergélisol et de la fonte des glaces

Surveillance des écosystèmes
- Contribution de la biomasse à la séquestration globale du carbone
- Mesure des dysfonctionnements des écosystèmes et de leur impact sur la biodiversité

Surveillance des nappes phréatiques
- Mesure de la taille des aquifères et des changements affectant les réservoirs les plus vulnérables.

### Cahier des charges détaillé
Le cahier des charges détaillée (données scientifiques de niveau 1), que doit satisfaire la mission, comprend les mesures suivantes (précision 1 sigma)  :  
- Mesurer au moins deux composantes des déplacements vectoriels de la croute terrestre point à point avec un intervalle d'échantillonnage de 12 jours ou moins sur au moins 80 % des intervalles de 12 jours ou moins, et un intervalle de temps maximum dans l'échantillonnage de 60 jours sur des régions spécifiées de la surface terrestre de la Terre. La précision doit être de 3,5  millimètres ou mieux  sur des échelles de longueur supérieures à 0,1 kilomètre et inférieures à 50 kilomètres, avec une résolution de 100 mètres, sur au moins 70 % des régions spécifiées. Il s'agit notamment 
  - de toutes les zones terrestres dont la vitesse de déplacement relative prévue est supérieure à 1 millimètre par an sur 50 kilomètres
  - des volcans connus de la Terre situés au-dessus du niveau de la mer
  - des zones où la masse glaciaire se déplace rapidement
  - des aquifères représentatifs
  - des réservoirs d'hydrocarbures et géothermiques
  - des sites de séquestration du dioxyde de carbone et des glissements de terrain.
  - des zones sujettes aux tremblements de terre et autres catastrophes.)
- Mesurer les variations des déplacements dans le temps sur 90 % ou plus des surfaces couvertes de glace de la Terre avec une capacité d'échantillonnage moyenne de 6 jours ou moins à une échelle de 100 mètres ; la précision du déplacement doit être de 100 mm ou mieux sur au moins 70 % des intervalles de 12 jours ou moins.
- Mesurer la vitesse de déplacement des glaces de mer dans l'Arctique et l'Antarctique sur une grille de 5 km avec une capacité d'échantillonnage moyenne de trois jours. La précision de la vitesse doit être de 100 m/jour ou mieux sur au moins 70 % de la superficie des glaces marines.
- Mesurer la masse de la végétation ligneuse aérienne ainsi que sa dégradation et sa reconstitution sur l'ensemble de la planète avec une résolution d'un hectare. La précision doit être de 20 tonnes par hectare ou mieux pour les zones de biomasse ligneuse inférieure à 100 tonnes/ha sur au moins 80 % de ces zones.
- Mesurer à chaque saison la surface des terres cultivées et des zones inondées à l’échelle mondiale. La précision de la classification doit être d’au moins de 80 % à l’échelle de 1 hectare.
- Dans le but de fournir des informations alimentant les dispositifs de réponse aux catastrophes naturelles ou anthropiques majeures, la mission doit être capable de fournir un calendrier révisé des collectes de données dans les 24 heures suivant un événement ou une notification d'une événement futur et elle doit pouvoir de fournir des données dans les 5 heures suivant leur collecte.

Les besoins propres à l'agence spatiale indienne sont les suivants : 
- Mesurer la vitesse du vent côtier sur une grille de 1 km avec une capacité d'échantillonnage moyenne de 6 jours et un objectif de précision de 2 m/s sur au moins 80 % des océans jusqu'à une distance de 200 km des côtes indiennes.
- Mesurer la bathymétrie tous les six mois sur une grille de 100 m depuis la côte indienne jusqu'à une distance au large où la profondeur de l'océan est de 20 m ou moins, avec un objectif de précision de 20 cm sur au moins 80 % de la zone de couverture.
- Mesurer la position des côtes indiennes avec une résolution de 10 m à un intervalle d'échantillonnage moyen de 12 jours, avec un objectif de précision de 5 m sur 80 % des côtes indiennes.
- Fournir des images des formations géologiques de régions sélectionnées de l'Inde avec une résolution de 10 mètres à un intervalle d'échantillonnage moyen de 90 jours avec au moins deux géométries d'observation. Ces régions comprennent les paléocanaux du Rajasthan, les caractéristiques linéaires et des structures dans l'Himalaya et le plateau du Deccan.
- Observer es caractéristiques de la glace de mer autour des stations polaires indiennes de l'Arctique et de l'Antarctique avec une résolution de 10 m et un intervalle d'échantillonnage moyen de 12 jours.

## Caractéristiques techniques

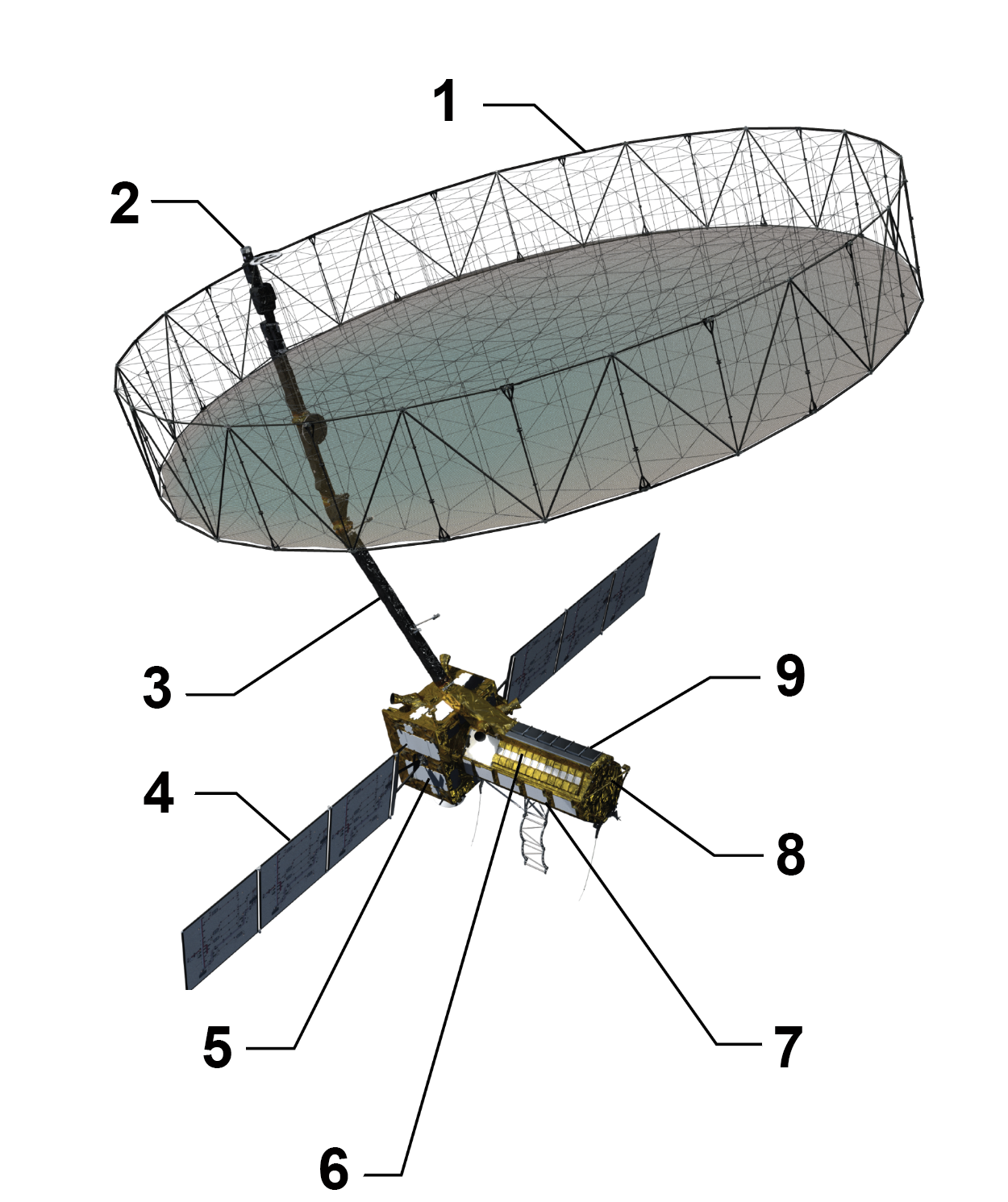
Schéma du satellite NISAR : 1 Réflecteur de l'antenne radar déployé (12 m. de diamètre) - 2 Antenne GPS - 3 Perche supportant l'antenne déployée (longueur 9 mètres) - 4 Panneaux solaires déployés - 5 Plateforme (I3K) - 6 Électronique du radar bande L - 7 Structure du radar - 8 Électronique du radar bande S - 9 - Émetteur (bande L et S).

NISAR a une masse approximative de 2 800 kilogrammes. Il utilise une plate-forme I3k stabilisé 3 axes fournie par l'Agence spatiale indienne et déjà mise en œuvre par d'autres satellites indiens. L'énergie est produite par des panneaux solaires situés de part et d'autre du satellite et déployés en orbite qui produisent 4 kilowatts. Le satellite utilise pour le radar en bande L  une antenne déployable de 12 mètres de diamètre déployée en orbite développée par  Astro Aerospace une filiale de Northrop Grumman. Le module de stockage de données d'une masse inférieure à 25 kg est une mémoire de masse de type mémoire flash avec une capacité de 9 térabits en fin de vie. Elle est fournie par Airbus Defence and Space qui l'a déjà utilisée pour les satellites européens Spot 6, Spot 7 et Sentinel-2,,.

### Charge utile
La charge utile de NISAR est constituée par un radar à synthèse d'ouverture fonctionnant en bande L (1215-1 300 MHz) et  en bande S (3162,5-3 237,5 MHz). Les deux radars fonctionnent selon plusieurs modes de polarisation. La largeur de la bande est de 5 MHz, 20 MHz 40 MH en bande L et de 25 MHz, 37,5 MHz et 75 MHz en bande S. La fauchée supérieure à 240 km. La résolution est d'une dizaine de mètres. Les deux radars utilisent le même réflecteur d'environ 12 mètres de diamètre qui peut être pointé avec une précision de 273 secondes d'arc,,.

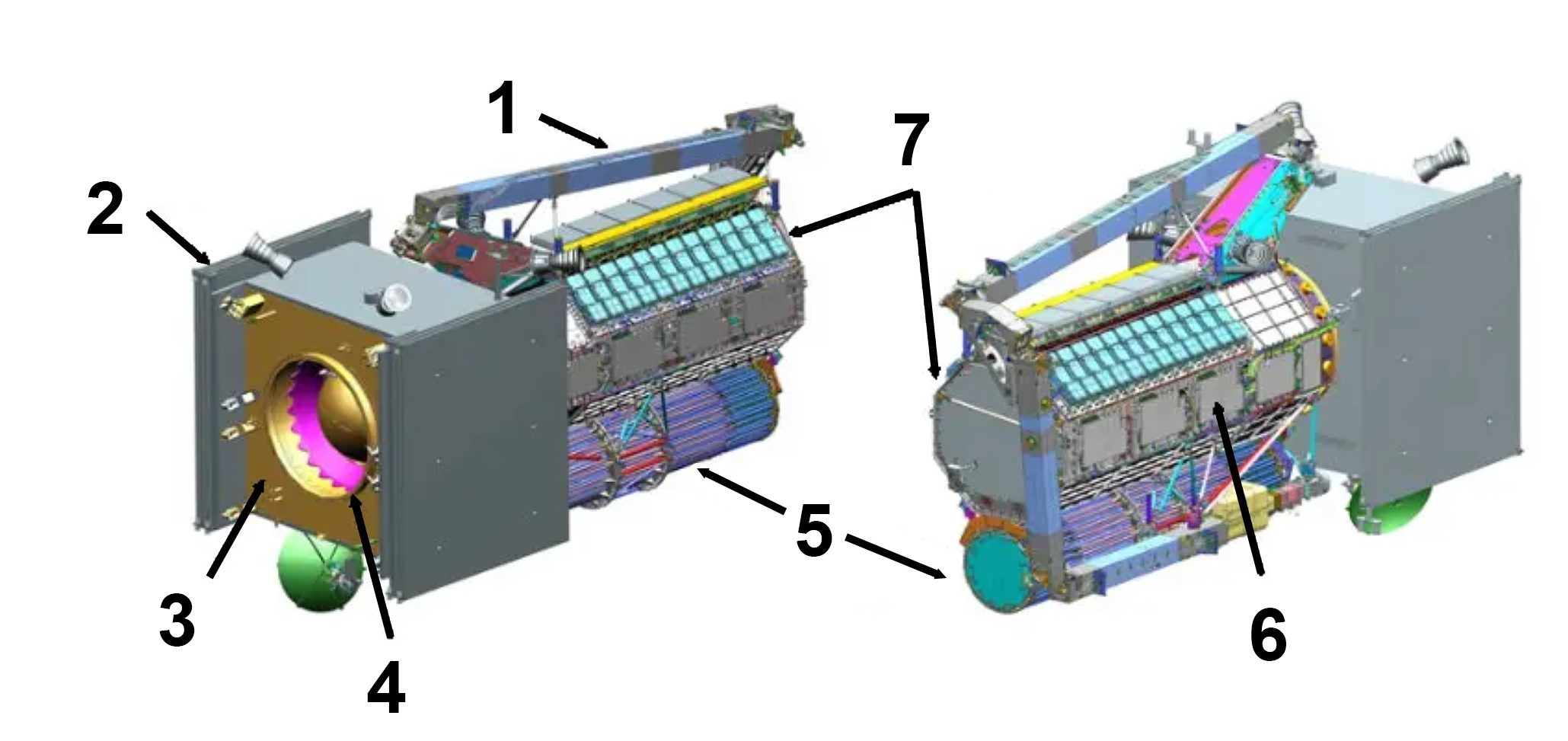
Le satellite NISAR en position stockée : 1 Perche supportant l'antenne radar - 2 Panneaux solaires - 3 Plateforme I3K de l'Agence spatiale indienne - 4 Pièce de fixation au lanceur spatial - 5 Réflecteur de l'antenne radar - 6 Électronique du radar en bande L - 7 Structure du radar.

## Déroulement de la mission
Le satellite doit être placé en orbite vers mars 2025 par un lanceur indien GSLV Mark 2 décollant du Centre spatial Satish-Dhawan. Le fenêtre de lancement est positionnée à cette date pour prendre en compte une période d'éclipse qui s'achève le 8 février et la remise en état du pas de tir (durée 6 à 8 semaines) à la suite lancement du satellite de navigation NVS-02 programmé mi janvier. NISAR doit circuler sur une orbite héliosynchrone à une altitude de 747 km et avec une inclinaison de 98,5°. L'orbite retenue est crépusculaire (passage à 6 h/18 h local) et le satellite survole les mêmes régions tous les 6 jours (en combinant survol  ascendant et descendant). La mission a une durée minimale de 3 ans et dispose d'ergols pour au minimum 5 ans.